# اهر (آلمان)
اهر (آلمان) (به آلمانی: Ehr) یک شهر در آلمان است که در Verbandsgemeinde Nastätten واقع شده‌است. اهر ۹۱ نفر جمعیت دارد.